# Eupithecia inveterata
Eupithecia inveterata es una especie de polilla de la familia Geometridae. La especie fue descrita por primera vez por András Mátyás Vojnits habiendo sido descrita en 1987, con distribución en Mongolia. El holotipo de la especie fue descrita en la región de Aimak central, al sureste del sector Somon Bajanzogt a aproximadamente 1600 metros (5249,3 pies) de altitud. Es una polilla marrón pálido con el campo terminal del ala algo más oscuro y el borde submarginal amarillento. Los campos basal y medio de las alas posteriores son más claros que los del ala anterior.